# Mariano Camelino
Mariano Leandro Camelino (San Pedro, provincia de Buenos Aires, marzo de 1799 - Gama Cué, provincia de Corrientes, julio de 1885) fue un militar argentino que participó en las guerras civiles de su país entre 1828 y 1847.

## Biografía
Hijo de un abogado y funcionario de la Real Audiencia de Buenos Aires, cursó sus estudios en esa ciudad, y los continuó en el seminario diocesano del que egresó en 1825, sin completar sus estudios.
Fue oficial de un fortín en la frontera con los indígenas. En diciembre de 1828 apoyó al general Juan Lavalle en su revolución contra el gobernador Manuel Dorrego. Participando en la Batalla de Navarro, después de la cual incorporó  a sus fuerzas a su hermano Juan Camelino. Juntos participaron en toda la campaña contra los federales y combatieron en la Batalla de Puente de Márquez.
Cuando Lavalle huyó al Uruguay, se retiró con él y se dedicó a la ganadería en ese país, junto a su hermano.
En 1839 se unió al ejército de Lavalle – que había invadido la Provincia de Entre Ríos – poco después de la Batalla de Yeruá. Se incorporó al Ejército de la Provincia de Corrientes y participó en las batallas de Don Cristóbal y Sauce Grande.
Acompañó a Lavalle en su invasión a la Provincia de Buenos Aires y vinculó al jefe invasor con algunos comerciantes y ganaderos del norte de la misma. Mientras su hermano Juan defendía su pueblo natal de San Pedro contra el ataque de Juan Pablo López, Mariano Camelino participó en la campaña de Lavalle hacia Merlo, desde donde el general retrocedió. A órdenes del general Iriarte, participó en el Asalto de Santa Fe; como segundo jefe de la división de su hermano combatió en las batallas de Quebracho Herrado y Famaillá.
Junto a su hermano y a órdenes del coronel Salas, cruzó el Chaco para unirse a los unitarios de Corrientes. Llevó el diario de la expedición, que publicaría diez años más tarde. A órdenes del general Paz participó en la Batalla de Caaguazú y en la invasión de Entre Ríos. Incorporado a las fuerzas del geenral Fructuoso Rivera participó en la Batalla de Arroyo Grande. Tras la derrota se exilió en el Brasil.
Acompañó a Joaquín Madariaga en su regreso a Corrientes, donde recuperaron la provincia para el partido unitario. Se casó con una joven de la aristocracia local, fundó una estancia y se dedicó a la ganadería. No obstante, gran parte de ese período – 1843 a 1847 – estuvo en campaña contra los ataques federales. Participó en la Batalla de Vences, que lo obligó a exiliarse nuevamente en Brasil.
Regresó a Corrientes en 1851, y al año siguiente apoyó la revolución que llevó al gobierno a Juan Pujol. Fue jefe de policía de la ciudad de Corrientes en 1857, y después juez del crimen y defensor de menores. También fue, en algunas oportunidades, diputado provincial por el Partido Liberal.
Fue un ganadero progresista, que inició el cruzamiento de ganados criollos por variedades originarias de la India, que había comprado en el Brasil. A partir de su impulso y el de otros ganaderos progresistas, la ganadería correntina ganó en resistencia a enfermedades y clima adverso. Durante décadas, su estancia fue un modelo a seguir en cuanto a organización de la ganadería.
Falleció en su estancia de Gama Cué, provincia de Corrientes, en julio de 1885.